# Luzzara
Luzzara fou un marquesat de la península Itàlica governat per la Casa de Gonzaga. L'origen del feu, fou Rofolf Gonzaga, senyor de Canneto, Castelgoffredo, Castiglione delle Stiviere, Rodolesco, Solferino i Mariana que va permutar amb el seu germà, el marques de Màntua, les senyories de Mariana, Canneto i Rodoloesco a canvi de la de Luzzara el 1478, i en fou investit com a senyor per l'emperador el 1494. Va morir en la batalla de Fornovo el 6 de juliol del 1495 i el van succeir els seus dos fills: Joan Francesc i Lluís Alexandre, que governaren en indivís Luzzara, Castiglione, Solferino i Castelgoffredo, però el 1521 s'ho van repartir i el primer es va quedar amb Luzzara i el segon amb Castiglione, Solferino i Castelgoffredo. Joan Francesc va obtenir el dret de primogenitura pel feu el 1524 i va abdicar a l'octubre següent, morint dos mesos després. El va succeir el seu fill gran Maximilià que el 1557 va vendre el feu al seu cosí el duc de Màntua però el va recomprar el 1561 amb títol de marques. El va succeir el seu fill Prosper, majordom dels ducs de Màntua que li van concedir el marquesat de Borgo San Martino el 1590. El seu fill Frederic I, tercer marques, fou comandant suprem de les milícies de Màntua el 1627 i va morir el 1630; el van succeir el seu fill, el seu net i el seu besnet, el darrer dels quals, Lluís II va morir el 12 de juny de 1738 i la successió va passar al seu fill Basili, doncs l'hereu Frederic va renunciar per fer-se jesuïta (va morir el 1777) i el segon Prosper havia mort el 1722, i a la mort de Basili el 1782 va passar a sa germà Joan que va morir el 1794 sense fills mascles i el va succeir com a titular la seva filla Lluïsa, casada amb Esteve de Sanvitale comte de Fontanellato (Parma) segons sembla perquè sa germana gran Carlota (+1823) i el seu marit Massimiliano Stampa marquès de Soncino van renunciar als drets.

## Senyors i marquesos de Luzzara
- Rodolf Gonzaga 1478-6 de juliol de 1495 (feu imperial 1494-1495) (primer senyor)
- Joan Francesc Gonzaga 6 de juliol de 1495-29 de maig de 1521
- Lluís Alexandre Gonzaga 6 de juliol de 1495-29 de maig de 1521
- Joan Francesc Gonzaga (sol) 29 de maig de 1521-11 d'octubre de 1524
- Maximilia Gonzaga 11 d'octubre de 1524-4 de març de 1578 (exclòs 1557 a 1561) (primer marqués)
- Guglielmo I Gonzaga, duc de Màntua 1557-1561
- Prosper Gonzaga 4 de març de 1578-25 de setembre de 1614
- Frederic I Gonzaga 25 de setembre de 1614-1630
- Lluís I Gonzaga 1630-24 d'abril de 1666
- Frederic II Gonzaga 24 d'abril de 1666-8 de març de 1698
- Lluís II Gonzaga 8 de març de 1698-12 de juny de 1738
- Basili Gonzaga 12 de juny de 1738-21 de maig de 1782
- Joan Gonzaga 21 de maig de 1872-3 d'abril de 1794
- Lluisa 3 d'abril de 1794
- Esteve de Sanvitale, comte de Fontanellato 1794 (va portar el títol fins al 1838)